# Karanganyar (Karangwareng)
Karanganyar is een bestuurslaag in het regentschap Cirebon van de provincie West-Java, Indonesië. Karanganyar telt 3006 inwoners (volkstelling 2010).